# Pedro Fermín de Echevers y Subisa
Pedro Fermín de Echevers y Subisa (-?) fue el gobernador de las provincias novohispanas de Coahuila y Texas entre 1712 y 1714.

## Biografía
Subisa fue nombrado gobernador de las provincias de Coahuila y de Texas entre 1711 y 1712, y comenzó su gobierno en las mismas en el último de estos años.
Durante su administración, concretamente en 1713, la tribu indígena de los tripas blancas protagonizaron una revuelta bajo el liderazgo del cacique Dieguillo. Viéndose incapaz de hacer frente a la revuelta, tanto él como el Capitán Vitalicio del 
Presidio de Río Grande, José Antonio de Ecay y Múzquiz, futuro gobernador de Coahuila y Texas, decidieron pedir ayuda al Virrey de Nueva España, el Duque de Linares. Así, a petición de este, Ecay y Musquiz solicitó al Alcalde de 
Saltillo, Juan Fermín de Casa Fermiza, que enviara ayuda a Subisa para suprimir la revuelta. Sin embargo, en 1714, y antes de que la reunión de la junta en Saltillo se celebrase, Subisa fue asesinado por el soldado Sebastián Maldonado, por lo que el gobierno de Coahuila y Texas quedó vacante hasta el nombramiento de Juan Valdez. La junta, celebrada en esa ciudad el 5 de agosto de 1714, aprobó por unanimidad el envío de ayuda para frenar la revuelta, aunque se informó en la misma de que Subisa había sido asesinado. Sin embargo, Dieguillo decidió abandonar la revuelta, por lo que la ayuda planeada fue descartada.